# Współczynnik reaktywności przestrzeni parowych
Współczynnik reaktywności przestrzeni parowych − wielkość przypisywana reaktorowi jądrowemu określająca zmianę reaktywności, a tym samym mocy reaktora, gdy ciekła woda jest zastępowana parą wodną (wrzenie) w przestrzeni między paliwem jądrowym a moderatorem. Dodatni współczynnik reaktywności przestrzeni parowych oznacza wzrost mocy w przypadku wrzenia wody w rdzeniu, a ujemny oznacza spadek mocy w takiej sytuacji.
Ujemna wartość współczynnika reaktywności przestrzeni parowych jest jedną z cech świadczących o pasywnym bezpieczeństwie konstrukcji reaktora jądrowego w trakcie wzrostu temperatury bądź spadku ciśnienia, zgodnym z zasadą awarii w kierunku bezpiecznym (fail-safe).

## Reaktory wodne ciśnieniowe
W reaktorach PWR/WWER w przypadku odparowania wody oznacza jednocześnie utratę moderacji, gdyż woda tych reaktorach spełnia podwójną rolę chłodziwa i moderatora. Zmiana stanu skupienia wody na parę powoduje zmniejszenie skuteczności spowalniania neutronów, co zmniejsza ilości reakcji rozszczepienia i tym samym zmniejszenie mocy.

## Reaktory RBMK
Materiałem spowalniającym neutrony w reaktorach RBMK jest grafit. Oznacza to, że zmiana wody ciekłej na parę wodną, a nawet jedynie jej podgrzanie, powoduje zwiększenie liczby neutronów docierających do moderatora, gdyż mniejsza gęstość pary wodnej pociąga za sobą zmniejszenie pochłanianie neutronów. Grafit nadal moderuje neutrony, spowalniając ich większą ilość, ale większa ilość spowolnionych neutronów oznacza przyspieszenie reakcji łańcuchowej (dodatnia reaktywność) i zwiększenie mocy reaktora.
Co więcej, przy dużym wypaleniu paliwa, gdy w paliwie już obficie występuje pluton, zwiększenie prędkości neutronów, spowodowane brakiem ich hamowania na cząsteczkach wody, powoduje, że większa ilość neutronów ma energię odpowiednią do rozszczepienia plutonu. Kolejnym przyczynkiem kaskadowego wzrostu reaktywności przestrzeni parowych reaktorów RBMK jest fakt, że rozszczepienie plutonu generuje również więcej neutronów niż rozszczepienie jądra uranu. Może to pociągnąć za sobą dalszy wzrost reaktywności wywołujący wzrost mocy i parowanie wody, co jeszcze zwiększa reaktywność ze względu na dodatni współczynnik reaktywności przestrzeni parowych. Scenariusz taki przyczynił się do awarii w elektrowni jądrowej w Czarnobylu w 1986 roku.

## Reaktory CANDU
Kanadyjskie reaktory ciężkowodne również mają dodatni współczynnik reaktywności przestrzeni parowych. Z uwagi na to mają dwa niezależne pasywne układy awaryjnego wyłączania reaktora. Ich zadziałanie powoduje, że mimo 3,5-krotnego wzrostu mocy reaktora w pierwszej sekundzie awarii następuje zastopowanie reakcji jądrowych w drugiej sekundzie awarii i spadek mocy reaktora do poziomu powyłączeniowego.
W nowszych reaktorach CANDU-6 wzrost mocy w pierwszej sekundzie awarii jest dwukrotnie mniejszy.